# 不知火京介
不知火 京介（しらぬい きょうすけ、1967年5月1日 - ）は、日本の小説家。

## 来歴
京都府八木町（現・南丹市）出身。大阪大学経済学部卒業。
監査法人に勤務したのち、さまざまな職業を経験。2003年、『マッチメイク』で第49回江戸川乱歩賞を受賞し、デビュー（赤井三尋の『二十年目の恩讐』と二作同時受賞）。

## 作品リスト

### 単著
- マッチメイク（2003年8月 講談社 / 2006年8月 講談社文庫）
- 女形（2005年9月 講談社 / 2008年9月 講談社文庫）
- ただいま（2008年9月 光文社）
  - 収録作品：あなたに会いたくて / 蛍 / バッハさん / ただいま / 夢の中へ / いけずな距離
- 鳴くかウグイス 小林家の受験騒動記（2010年8月 光文社 / 2013年9月 光文社文庫）

### アンソロジー
「」内が不知火京介の作品
- 乱歩賞作家 青の謎（2004年8月 講談社 / 2007年7月 講談社文庫）「盗み湯」
- ザ・ベストミステリーズ2007 推理小説年鑑（2007年7月 講談社）「あなたに会いたくて」
  - 【分冊・改題】ULTIMATE MYSTERY 究極のミステリー、ここにあり（2010年4月 講談社文庫）
- ミステリ愛。免許皆伝! メフィスト道場（2010年2月 講談社ノベルス）「マーキングマウス」